# Sunset Beach (Karolina Północna)
Sunset Beach – miasto w Stanach Zjednoczonych, w stanie Karolina Północna, w hrabstwie Brunswick.